# Osteopilus crucialis
Espèce
Synonymes
- Hyla crucialis Harlan, 1826
- Trachycephalus lichenatus Gosse, 1851
- Trachycephalus anochlorus Gosse, 1851
- Hyla lichenata (Gosse, 1851)

Statut de conservation UICN

 VU B1ab(iii) : Vulnérable
Osteopilus crucialis est une espèce d'amphibiens de la famille des Hylidae.

## Répartition
Cette espèce est endémique de Jamaïque. Elle se rencontre du niveau de la mer jusqu'à 1 200 m d'altitude,.

## Publication originale
- Harlan, 1826 : Descriptions of several new species of Batrachian Reptiles, with observations on the larvae of frogs. American Journal of Science and Arts, vol. 10, p. 53-65 (texte intégral).